# Aminata Traoré

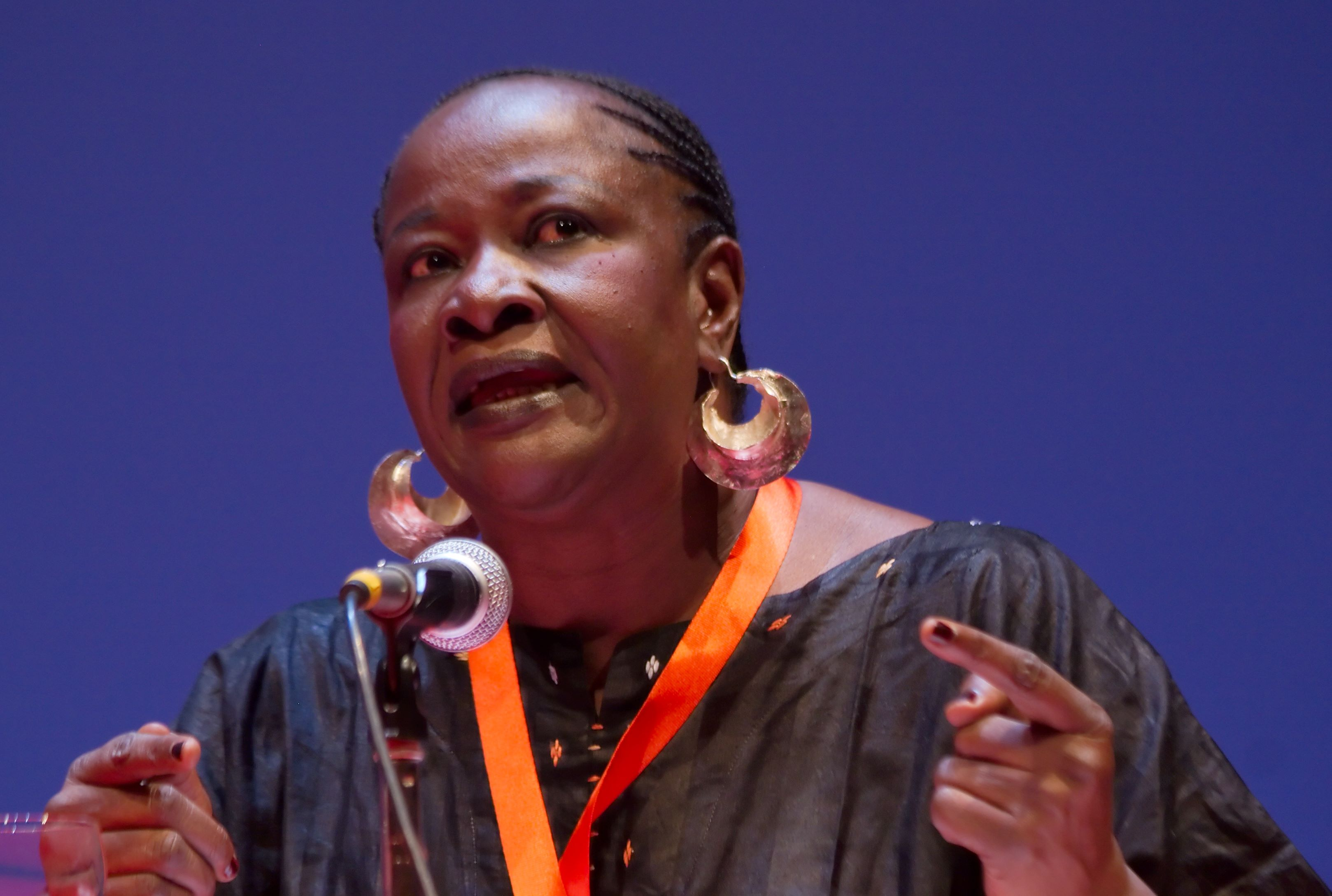
Aminata Traoré auf dem Libération-Forum 2008 in Grenoble

Aminata Dramane Traoré (geboren 1947 in Bamako) ist eine malische Autorin, Politikerin und politische Aktivistin für Frauenrechte und gegen die praktizierte Form der Globalisierung zu Ungunsten Afrikas. Von 1997 bis 2000 war sie Ministerin für Kultur und Tourismus in Mali und arbeitete als Koordinatorin des Entwicklungsprogramms der Vereinten Nationen.

## Biografie

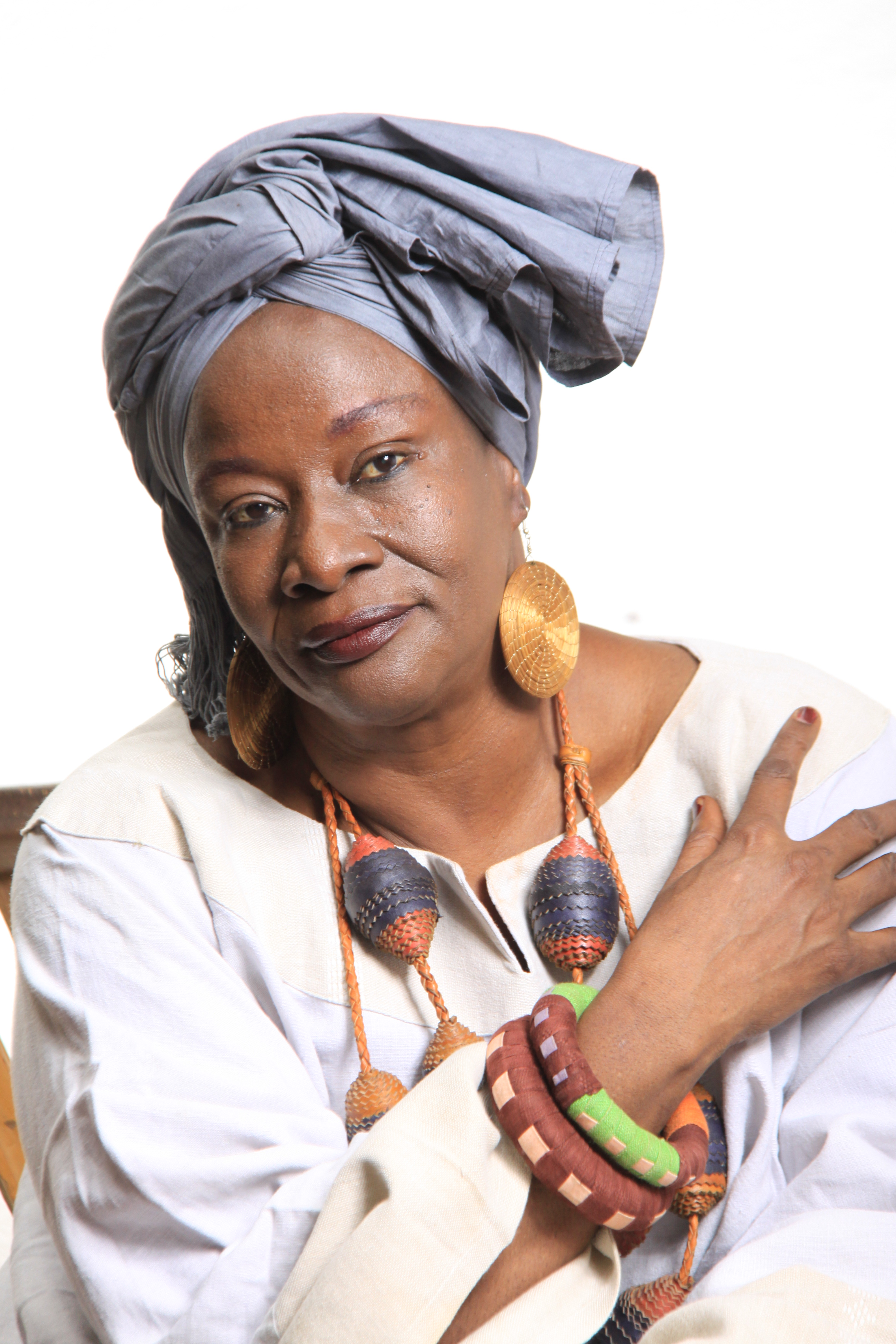
Aminata Dramane Traoré, 2015

Aminata Traoré wurde 1947 in Bamako, der Hauptstadt Malis, geboren. Sie studierte in Frankreich an der Universität Caen, wo sie in Sozialpsychologie promoviert wurde und einen Abschluss in Psychopathologie erwarb. Als Sozialwissenschaftlerin arbeitete sie ab 1974 an der Universität Abidjan sowie anschließend als Direktorin für Forschung und Programme im 1975 neu gegründeten Ministerium für Frauenangelegenheiten in Côte d’Ivoire.
Von 1988 bis 1992 war sie Koordinatorin des UNDP-Regionalprojekts PROWWESS/Afrika zur Förderung der Rolle der Frauen im Bereich Wasser und Umwelthygiene, parallel war sie von 1987 bis 1996 im Board of Trustees des Population Council. Zwischen 1989 und 1996 arbeitete sie mit Mitgliedern ihrer Familie an der Konzeption und Realisierung von Kultureinrichtungen, darunter Le Djenné, ein Restaurant und Ort der Geselligkeit, Le SanToro, eine Restaurant-Galerie, und die Herberge Le Dunanso. Parallel war sie Mitglied der Independent Commission on Population and Quality of Life von 1993 bis 1996, im High-Level International Panel for Structuralisation des UNDP 1994 und im Internationalen Ausschuss der UNESCO zur Überwachung der „Assises de l'Afrique“ 1996.
Von 1997 bis 2000 war sie Ministerin für Kultur und Tourismus in Mali, trat von dem Amt jedoch zurück, „um ihre Redefreiheit zu wahren“. Im Jahr 2001 war sie Teil der Organisation des 1. afrikanischen Sozialforums in Bamako im Januar 2002 und seit Januar 2002 war sie Teil des Internationalen Ausschusses für die Ausrichtung des Weltsozialforums. 2002 war sie Mitglied einer ILO-Kommission zu den sozialen Aspekten der Globalisierung in Genf und 2003 im vom Generalsekretär der Vereinten Nationen eingesetzte Panel of Eminent Persons zu den Interaktionen zwischen den Vereinten Nationen und der Zivilgesellschaft. Im Juli 2005 wurde sie in den Vorstand des Internationalen Pressedienstes gewählt und übernahm im selben Jahr den Vorsitz der Organisationskommission für das Weltsozialforum in Bamako 2005. Traoré gehörte zu den Unterzeichnern bzw. Mitgliedern der Gruppe der Neunzehn des Manifests von Porto Alegre, das auf dem Weltsozialforum 2005 veröffentlicht wurde. Zudem war sie Gründungsmitglied von African Women for Research and Development.
Sie war Koordinatorin des Forum pour l’autre Mali (FORAM), Direktorin des von ihr gegründeten Zentrums Amadou Hampaté Bâ (CAHBA) und assoziierte Koordinatorin des Internationalen Netzwerks für kulturelle Vielfalt.

## Positionen
Sie ist eine prominente Kritikerin der Globalisierung und der neoliberalen Wirtschaft der am meisten entwickelten Länder. Sie gehört zu den bekanntesten intellektuellen Stimmen Afrikas in der Diskussion um eine Alternative zur freien Globalisierung und gilt als „ständige Kämpferin und Aktivistin für die Belange der Frauen, für junge Erwachsene, für die enteigneten und verarmten afrikanischen Völker und für ein unabhängiges, demokratisches und souveränes Afrika.“ Insbesondere wendet sie sich gegen die Subventionierung der eigenen Baumwollbauern durch westliche Länder, wodurch die westafrikanischen Länder im Wettbewerb auf den westlichen Märkten benachteiligt werden. Sie bezeichnet sich zudem selbst als „praktizierende Muslimin und moderne Frau“ und setzt sich über westliche Klischees in Bezug auf afrikanische Frauen hinweg.
Im April 2013 April wurde Traoré auf Druck Frankreichs das Schengen-Visum verweigert, weil sie sich kritisch über die Globalisierungsaktivitäten in Mali und die Verlängerung der militärischen Opération Serval unter Staatspräsident François Hollande äußerte. Dabei kritisierte sie die „Militarisierung als Antwort auf das Scheitern des neoliberalen Modells in [ihrem] Land“ und forderte: „Gebt uns die Schlüssel für unser Land zurück!“ 2016 wurde ihr die Einreise nach Kanada zum Weltsozialforum in Montréal verwehrt, offiziell weil der Antrag nicht vollständig ausgefüllt worden sei.

## Werke
- 1999: L'étau. L'Afrique dans un monde sans frontières. Babel Actes Sud.
- 2002: Le Viol de l'Imaginaire. Fayard/Actes Sud.
- 2005: Lettre au Président des Français à propos de la Côte d'Ivoire et de l'Afrique en général. Fayard.
- 2008: L'Afrique humiliée. Fayard.
- 2012: L'Afrique mutilée. Taama Editions.

## Auszeichnungen
Traoré wurde in Mali mit zahlreichen Preisen ausgezeichnet: CIWARA Prize of Excellence (1995), Ritter des Nationalen Ordens von Mali (1996), Beamter des Nationalen Ordens von Mali (2006) und Kommentator des Nationalen Ordens von Mali (2008). Im Jahr 2004 erhielt sie den Prinz-Claus-Preis in den Niederlanden. 2018 erhielt sie den Deutsch-Französischen Preis für Menschenrechte und Rechtsstaatlichkeit.

## Belege
1. 1 2 3 4 5 6 7  Cheick Oumar Sissoko: Aminata Traoré: Active Reinvention of the Present and the Future. In: 2004 Prince Claus Awards., S. 66; (PDF)
2. 1 2 3 4 5 6 7 8  Aminata Traoré auf casafrica.es, abgerufen am 14. Dezember 2021.
3. 1 2 3  Aminata Traoré (Mali) auf princeclausfund.org, abgerufen am 14. Dezember 2021.
4. ↑  Aminata Traoré: Das Scheitern und der Affront - Mali ist den Maliern zurückzugeben auf africavenir.org, 3. Mai 2013; abgerufen am 14. Dezember 2021.
5. ↑  Tobias Zick: Aminata Traoré: Wortmächtige Kritikerin der Globalisierung mit einem Visumsproblem., Süddeutsche Zeitung, 10. August 2016; abgerufen am 14. Dezember 2021.
6. ↑  Droits de l’Homme – Prix franco-allemand des droits de l’Homme et de l’État de droit. Auswärtiges Amt, abgerufen am 21. März 2025 (französisch).